# Jón Arason
Jón Arason (Gryta, 1484 – Skálholt, 7 novembre 1550) è stato un vescovo cattolico e poeta islandese: fu l'ultimo vescovo cattolico in Islanda, prima della costituzione della diocesi di Reykjavík nel 1923.

## Biografia
Divenne sacerdote intorno al 1504 e vescovo di Hólar (una delle due diocesi dell'Islanda) nel 1520. Sappiamo poco della sua attività prima di questa data, salvo che il suo predecessore, Gottskálk Nikulásson, avendo riconosciuto il suo talento, lo aveva inviato due volte in missione in Norvegia.
Jón, oltre o forse più che nel campo religioso, fu attivo sul piano politico e culturale. Fu un buon poeta e tra l'altro introdusse la stampa in Islanda, facendo impiantare a Hólar la prima stamperia dell'isola, che verso il 1530 pubblicò il Breviarium Holense.

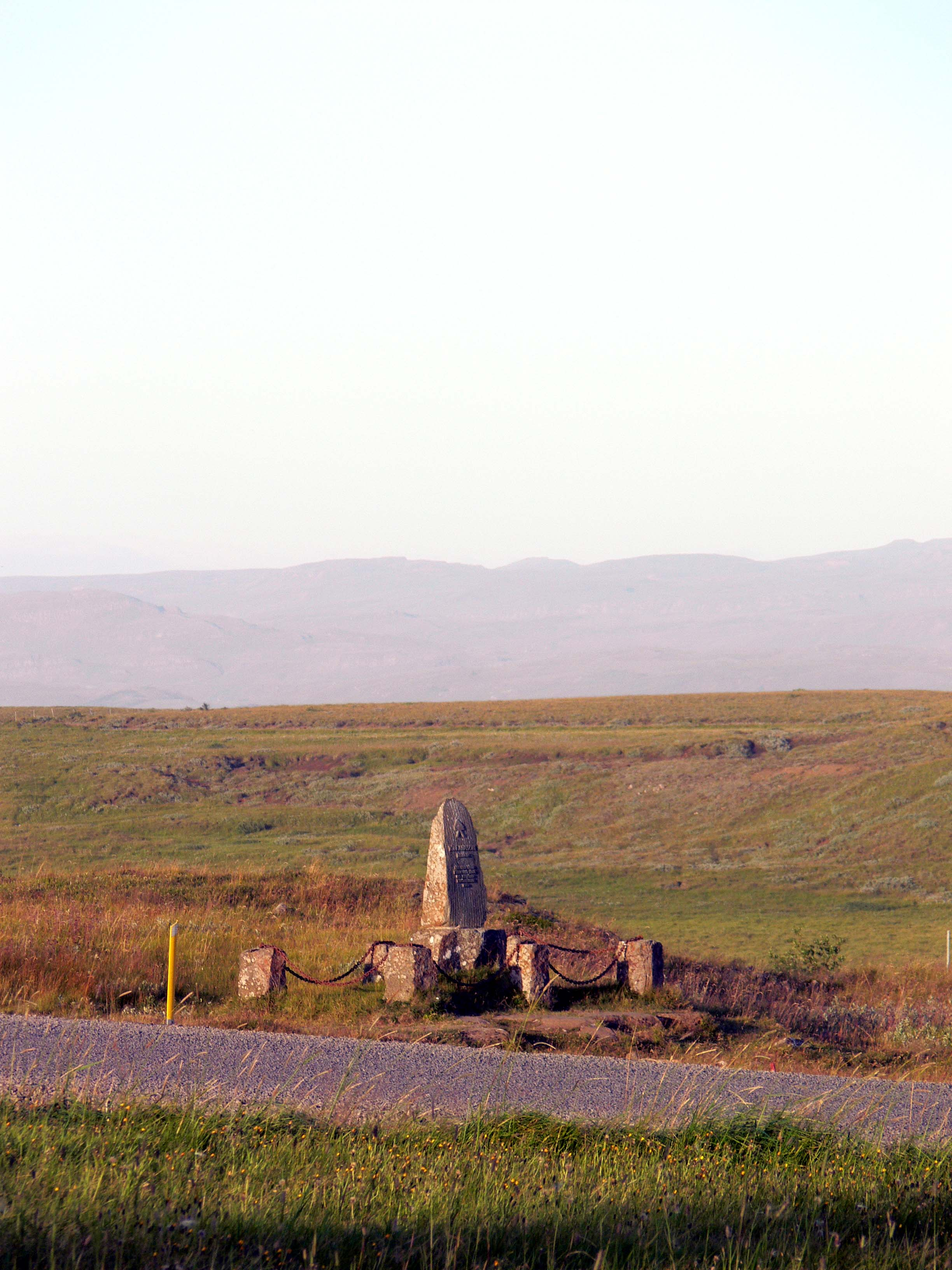
Memoriale a Jón Arason

Quando nel 1537 il re di Danimarca (alla quale l'Islanda all'epoca era soggetta) Cristiano III promulgò l'ordinanza con cui il luteranesimo veniva introdotto come religione di Stato nei suoi domini, Jón non l'applicò e nel 1540 scrisse al re rifiutandola esplicitamente. L'altra diocesi islandese, quella di Skálholt, anch'essa rimasta cattolica, fu ridotta all'obbedienza nel 1541, grazie a una spedizione inviata dalla Danimarca per catturarne il vescovo. Hólar rimase invece cattolica fino al 1550 e in quegli anni Jón, incoraggiato a proseguire la sua resistenza anche da una lettera di Paolo III, fu di fatto l'unica autorità nella sua diocesi.
A giudicare dai suoi versi (che hanno spesso un contenuto politico), il rifiuto di Jón Arason di abbandonare il cattolicesimo fu motivato anche dalla volontà di non subire imposizioni da parte dei danesi.
Nell'autunno 1550 Jón fu catturato da forze fedeli al re di Danimarca e decapitato senza processo. L'anno successivo Cristiano III inviò in Islanda un contingente di 300 uomini che organizzò un processo postumo e legalizzò l'esecuzione.